# Jupiter Bokondji
Jupiter Bokondji, de son vrai nom Jean Pierre Bokondji Ilola, né le 16 décembre 1963 à Kinshasa, est un chanteur, musicien et acteur de la République démocratique du Congo. Il est le chanteur du groupe Jupiter & Okwess .

## Biographie
Fils de diplomate basé à Berlin-Est, Jupiter a fait partie de plusieurs groupes dont Die Nieger puis Bongo Folk. Dans les années 1980, il est retourné au Zaïre, depuis devenu la République démocratique du Congo.
Il s’est fait connaître sur la scène internationale avec le film La Danse de Jupiter de Renaud Barret and Florent de La Tullaye en 2004.
Le  documentaire intitulé  révèle au monde cette personnalité hors du commun, cet échassier dégingandé vêtu d'un uniforme de général, sorte de Don Quichotte ghetto qui, dans un environnement délabré et abandonné, s'est battu obstinément contre vents et marées pour faire vivre son groupe, usant de tous les arts de la ténacité et de la débrouillardise. Lors du tournage du documentaire, Jupiter & Okwess réalisent leurs premiers enregistrements avec le célèbre guitariste français Yarol Poupaud (FFF, Johnny Hallyday). Le film présentait de la musique de Jupiter & Okwess ainsi que de Staff Benda Bilili, un autre groupe dans lequel Bokondji est impliqué avec ses musiciens de Okwess .
En 2011, Jupiter collabore avec le Britannique Damon Albarn sur l’album Kinshasa One Two (en) au profit d’Oxfam. .  
En 2012, Jupiter et son groupe s'entassent à bord de la tournée du train Africa Express qui sillonne le Royaume-Uni et peu de temps après, ils exécutent plusieurs créneaux de soutien avec Blur. 
Robert del Naja, alias 3D de Massive Attack, rencontre le groupe et demande s'il peut remixer la chanson "Congo" pour sa série Battle Box (2013).
En 2013, la sortie de l'album « Hotel Univers », produit par  Marc-Antoine Moreau, donne à Jupiter une certaine légitimité internationale ainsi que l'opportunité de faire plusieurs fois le tour du monde, notamment dans certains des festivals les plus renommés. : Glastonbury (UK 2013), Eurockéennes (France 2013), Hyde Park (UK - avec Blur, 2015), Roskilde (Danemark 2012, 2014 et 2015) Womad (UK 2012, Australie et Nouvelle-Zélande 2015), Jazz sous les Pommiers ( France 2015).
Avec leur deuxième album « Kin Sonic » produit par  Marc-Antoine Moreau et Francois Gouverneur en 2017, Jupiter & Okwess transcendent le patrimoine musical inexploré du Congo et plongent dans un bassin de modernité. C'est une recette basée sur une alchimie parfaite, enrichie par les contributions de Damon Albarn de Blur et Gorillaz, du violoniste Warren Ellis de Nick Cave's Bad Seeds et de Robert del Naja. La contribution de Del Naja se présente sous la forme d'une couverture d'album unique et puissante.
Le groupe a tourné sans relâche dans le monde entier pour soutenir "Kin Sonic"..En 2018 et 2019, Jupiter & Okwess ont joué 44 spectacles aux États-Unis . Ils ont joué dans des festivals célèbres comme New Orleans Jazz & Heritage (en 2018 et 2019), NYC Summer stage in Central Park (2018), Newport Folk Festival (2019), Sziget (Hongrie 2018), Rock Al Parque (Colombie 2018), Cerventino ( Mexico 2018 - avec Gorillaz au palacio de desportes), Nice Jazz (France 2019), GP de Singapour (2019 - avec les Red Hot Chili Peppers).
Ces tournées leur ont permis de figurer sur le Tiny Desk de NPR et le KEXP de Seattle ainsi que dans les chansons préférées de Barack Obama en 2018 , et même dans la sélections des albums de l'année du New York times .
En 2021, Jupiter & Okwess sortent leur troisième album « Na Kozonga ». Co-produit par Francois Gouverneur et Mario Caldato Jr. (plus connu pour ses collaborations avec les Beastie Boys et Jack Johnson), le disque rassemble , Money Mark, Rogê, Marcelo D2, les cuivres du Preservation Hall de la Nouvelle-Orléans et Ana Tijoux en invités.
Album de la semaine dans Rolling Stone France, récompensé par les  4 clefs par le prestigieux Télérama (la plus importante publication culturelle française), ce nouvel album est présenté dans tous les grands médias français (Le Monde, Libération, FIP, Radio Nova, Canal+) mais aussi dans le New York Times et NPR.
Jupiter Bokondji sacré artiste de l’année dans son pays  à l’édition 2021 des Prix Lokumu à Kinshasa.
A l'automne 2020, Jupiter se voit offrir un rôle dans la pièce "Le Vol du Boli" de Abderrahmane Sissako et Damon Albarn. Les spectacles auront finalement lieu au printemps 2022 au célèbre Théâtre de Châtelet à Paris.
Jupiter & okwess devient le premier groupe Congolais à être programmé au célèbre festival de "Coachella" pour son édition 2023 .

## Sources
- Jacques Denis, « Jupiter Bokondji, tintouin au Congo », Libération,‎ 10 juin 2021 (lire en ligne)
- Richard Gaitet, « Jupiter Bokondji : « Sans littérature, il n’y a pas de cerveau » », Radio Nova,‎ 3 décembre 2017 (lire en ligne)
- Bertrand Lavaine, « Jupiter & Okwess International », RFI,‎ 20 juin 2013 (lire en ligne)
- (en) Paul MacInnes, Harriet Gibsone, Paul Lester et Caspar Llewellyn Smith, « Future Glastonbury festival headliners: which bands are making the most noise », The Guardian,‎ 24 juin 2013 (lire en ligne)
- (en) Andy Morgan, « Jupiter Bokondji : ‘The cultural riches of Congo are immense’ », The Guardian,‎ 26 aout 2012 (lire en ligne)Justin Makangara, « Jupiter, le musicien atypique de Kinshasa devenu star », Habari RDC,‎ 21 octobre 2017 (lire en ligne)
- Reza, « En images : Jupiter & Okwess en live chez Radio Nova », Radio Nova,‎ 11 juin 2021 (lire en ligne)
- « Jupiter & Okwess - Official Website », sur jupiterandokwess.fr (consulté le 31 décembre 2023)